# Stambena zgrada (Šenkovec)
Šenkovec, Stambena zgrada, Zagrebačka 26, građevina u mjestu Šenkovec, općini Brdovec, zaštićeno kulturno dobro.

## Opis
Stambena zgrada u Zagrebačkoj 26 u Šenkovcu smještena je uz glavnu prometnicu u središtu naselja. Sagrađena je u 19. stoljeću za trgovca Marka Šmita. Stambena zgrada u Šenkovcu pripada tipologiji semiruralne stambene arhitekture 19. stoljeća u središnjoj Hrvatskoj. Zbog očuvanih konstruktivnih, morfoloških i tipoloških obilježja, predmetna građevina ostvaruje arhitektonsku vrijednost, predstavljajući jednu od rijetkih sačuvanih građevina toga tipa na širem zaprešićkom području. Visoko valoriziranom ocjenjuje se i prostorna uloga zgrade u središtu naselja budući da svojim markantnim volumenom i položajem uz glavnu prometnu komunikaciju formira vrijedan povijesni graditeljski mikroambijent.

## Zaštita
Pod oznakom P-5858 zaveden je kao nepokretno kulturno dobro - pojedinačno, pravna statusa zaštićena kulturnog dobra, klasificirano kao "profana graditeljska baština".